# Только ты и я (фильм, 2023)
«Только ты и я» (фр. L'Amour et les Forêts) — художественный фильм 2023 года французского режиссёра Валери Донзелли с Виржини Эфира в главной роли, экранизация романа Эрика Рейнхардта «Любовь и леса». Его премьера состоялась в мае 2023 года на 76-м Каннском кинофестивале.

## Сюжет
Главная героиня фильма — девушка по имени Бланш, которая выходит замуж за любимого мужчину. Только после свадьбы она понимает, что любовь мужа переросла в одержимость и теперь опасна для неё.

## В ролях
- Виржини Эфира — Бланш Ренар / Роуз Ренар
- Мельвиль Пупо — Грегори Ламуре
- Доминик Реймон — адвокат
- Роман Боринже — Дельфина
- Виржини Ледуайен — Кэндис
- Мари Ривьер — мать Бланш и Роуз
- Лоранс Кот — Катрин
- Натали Ришар — гинеколог
- Филипп Юшан — Джером Фирсон
- Хо Гуан — Тони
- Бертран Белен — Дэвид
- Салиф Киссе — интерн
- Соленн Ле Кувиур — медбрат
- Зои Ленуар — Стелла в 5-6 лет
- Люсьен Тюнен — Артур в 4-5 лет

## Релиз и восприятие
Премьера фильма состоялась 24 мая 2023 года на 76-м Каннском кинофестивале (вне конкурса), в тот же день он вышел в прокат во Франции, позже состоялся театральный релиз в других странах.
Рецензенты констатируют, что фильм посвящён актуальной и болезненной теме — домашнему насилию. Заметны отсылки к «Газовому свету» (классической картине на эту тему), к фильмам Альфреда Хичкока. В том числе из-за этого сюжет может показаться слишком предсказуемым.